# Tolvsberget
Tolvsberget är ett berg beläget utanför Robertsholm i Hofors kommun. Dess högsta punkt med höjden ca 225 m ö.h. Norr och väster om berget ligger sjön Tolven 167 m/ö.h.